# Гордън Далкуист
Гордън Далкуист (на английски: Gordon Dahlquist) е американски драматург, театрален режисьор и писател на бестселъри в жанра трилър и фентъзи. Пише и под псевдонима Г. В. Далкуист (G.W. Dahlquist).

## Биография и творчество
Гордън Уилям Далкуист е роден през 1961 г. в Сиатъл, щат Вашингтон, САЩ, в семейство на военен. Завършва с бакалавърска степен колежа „Рийд“ в Портланд и с магистърска степен по изкуствата Училището по изкуствата към Колумбийския университет.
Първата му пиеса „Babylon 55“ е поставена през 1984 г. в Портланд. Пиесите му „Delirium Palace“ и „Messalina“, поставени в Ню Йорк и Лос Анджелис, са удостоени с наградата за драма „Гарланд“. През 2015 г. получава наградата „Джеймс Тейт Блек“ за пиесата „Tomorrow Comes Today“ (Утре идва днес). Негови експериментални късометражни филми участват на различни фестивали. Член е на „New Dramatists“.
През една ледена буря остава затворен до съдебна зала в Манхатън и започва да пише роман. Дебютният му роман „Стъклените книги на крадците на сънища“ от поредицата „Мис Темпъл, доктор Свенсън и кардинал Чанг“ е публикуван приз 2006 г. Той е хибрид от фентъзи, научна фантастика и мистериозни приключения, които са поставени в период, подобен на викторианската епоха. Мис Темпъл иска да да разбере защо любимият ѝ Роже отказва годежа им, доктор Свенсон е придружител на разпуснат принц, а кардинал Чан е наемен убиец, чиято мишена е мъртва и той решава да разбере защо. Сюжетът събира тримата герои – шпионин, убиец и самозванка, които са въвлечени в пъклените планове на тайна група искаща да пороби хиляди. Романът получава добри отзиви от критиката и става бестселър.
Гордън Далкуист живее и работи в Ню Йорк от 1988 г.

## Произведения

### Серия „Госпожица Темпъл, доктор Свенсон и Кардинал Чан“ (Miss Temple, Doctor Svenson, and Cardinal Chang)
1. The Glass Books of the Dream Eaters (2006)
Стъклените книги на крадците на сънища, изд.: ИК „Бард“, София (2012), прев. Мария Панева
2. The Dark Volume (2008)
3. The Chemickal Marriage (2012)

### Новели
- The Different Girl (2013)

### Пиеси
- Babylon 55 (1984) – с Марк Уоргтингтън
- Reticence
- Severity's Mistress (1995)
- Mission Byzantium (1995)
- Island of Dogs (1998)
- Vortex du Plaisir (1999)
- The Secret Machine (1999)
- Delirium Palace (2001)
- Messalina (2003)
- Babylon is Everywhere: A Court Masque (2004)
- Venice Saved: A Seminar (2009) – с Дейвид Лейн
- Tea Party (2012)
- Tomorrow Comes Today (2014)